# プラダン
プラダン（プラ段）あるいはダンプラ（段プラ）は、プラスチックを原材料として作られた段ボール風中空ボードである。

## 素材
原材料にポリプロピレンが使われることが多いが、透明系の一部にポリカーボネートやポリスチレンが使われている。

## 用途
箱状に加工して流通や保管の容器として利用したり、養生シートとして使われることもある。加工した箱はプラダンコンテナ、プラダンボックス、プラダンケースなどと呼ばれている。
ボール紙製の段ボールに比べてプラスチック製のプラダンは強度と耐久性、耐水性に勝っており、繰り返しの利用に堪えるので、通常の段ボール箱の代りに、プラダンで製作した輸送箱を、何度も再利用する通い箱として使用する場合も増えてきた。ただし、通信販売のように一方通行の流通ではコストが高く付くので利用されない。
また、素材そのものをカラフルに着色できると同時に、無色・半透明にして光を透過させることも可能なので、見た目の面白さと軽量さを活かして、板（シート）状のプラダンを内装や店舗ディスプレイの素材として、さらにはベロモービルのフェアリングに使用する事もある。

## 日本のプラダンシート製造メーカー[1]
| 会社名                   | 資本金（億円） | 従業員数 | 製品情報（URL）                                            |
| ------------------------ | -------------- | -------- | ---------------------------------------------------------- |
| 宇部エクシモ株式会社     | 24.9           | 486      | https://www.ube-exsymo.co.jp/products/danplate.html        |
| 酒井化学工業株式会社     | 0.975          | 627      | https://www.sakai-grp.com/product-information/20231213-98/ |
| 住化プラステック株式会社 | 30.0           |          | https://www.sumikapla.co.jp/products001                    |

## 日本のプラダンコンテナ（プラダンボックス・プラダンケース）製造メーカー[1]
| 会社名               | 所在地         | 年商（単位：千万円） | 従業員数（人） | 主要シートメーカー       |
| -------------------- | -------------- | -------------------- | -------------- | ------------------------ |
| 桐包株式会社         | 群馬県みどり市 | 55                   | 20             | 住化プラステック株式会社 |
| 株式会社秀和         | 群馬県館林市   | 81                   | 36             | 宇部エクシモ株式会社     |
| 大橋紙器印刷株式会社 | 栃木県小山市   |                      |                |                          |
| 株式会社トモエ       | 埼玉県八潮市   |                      |                | 住化プラステック株式会社 |
| 山一化成株式会社     | 埼玉県川口市   |                      | 50             | 住化プラステック株式会社 |
| 株式会社トーコン     | 神奈川県横浜市 |                      |                |                          |

| 会社名                   | 所在地                       | 年商（単位：千万円） | 従業員数（人） | 主要シートメーカー |
| ------------------------ | ---------------------------- | -------------------- | -------------- | ------------------ |
| 株式会社エス・テイ・ケイ | 静岡県焼津市                 | 149                  | 49             |                    |
| 株式会社カミジョウパック | 長野県安曇野市               |                      | 50             |                    |
| サクラパックス株式会社   | 富山県富山市                 | 940                  | 316            |                    |
| 株式会社アパックス       | 岐阜県恵那市                 |                      |                |                    |
| 株式会社鈴木紙器         | 愛知県碧南市                 |                      |                |                    |
| 株式会社新弘             | 愛知県津島市大坪町字小割4－1 |                      |                |                    |

| 会社名             | 所在地                 | 年商（単位：千万円） | 従業員数（人） | 主要シートメーカー       |
| ------------------ | ---------------------- | -------------------- | -------------- | ------------------------ |
| 株式会社ヤマコー   | 京都府綴喜郡宇治田原町 |                      | 76             |                          |
| 株式会社アクト石原 | 大阪府高槻市           | 500                  | 90             | 宇部エクシモ株式会社     |
| 第一大宮株式会社   | 大阪府摂津市           |                      | 60             | 住化プラステック株式会社 |
| ワコン株式会社     | 和歌山県紀の川市       | 287                  | 110            |                          |

| 会社名                         | 所在地         | 年商（単位：千万円） | 従業員数（人） | 主要シートメーカー |
| ------------------------------ | -------------- | -------------------- | -------------- | ------------------ |
| 山陽パッケージシステム株式会社 | 広島県福山市   | 151                  | 45             |                    |
| ヒロホー株式会社               | 広島県廿日市市 |                      | 290            |                    |
| 株式会社宮島                   | 広島県廿日市市 | 219                  | 76             |                    |

## 欠点
ポリプロピレン製のプラスチックダンボールは
・接着性が悪いので、コロナ放電処理等の表面処理を行うことで、印刷できるようになる。
・熱には弱いが、１００℃程度までは使用可能である。
・燃えやすい（酸化しやすい）ので、火の近くでの使用は注意が必要である。